# Národní park Oulanka
Národní park Oulanka (finsky Oulangan kansallispuisto) je chráněné území ve Finsku ležící v regionu Koillismaa jižně od polárního kruhu. Patří k nejstarším národním parkům v zemi; byl založen v roce 1956 a jeho území bylo rozšířeno v letech 1982 a 1989, v roce 2002 ho Světový fond na ochranu přírody zařadil na seznam PAN Parks. Rozkládá se na území provincií Severní Pohjanmaa a Laponsko nedaleko města Kuusamo a zaujímá rozlohu 270 km² (z toho jádrová zóna tvoří 129,24 km²). Zasahuje až ke státní hranici s Ruskem, kde na něj navazuje národní park Paanajärvi. Maximální nadmořská výška činí 380 m.
Národní park je porostlý převážně původními borovými a smrkovými lesy, v jeho severní části se nacházejí rašeliniště. Protéká jím řeka Oulankajoki s četnými zátočinami a peřejemi, z nichž nejproslulejší jsou Kiutaköngäs. Roste zde okolo pěti set rostlinných druhů, mezi nimi střevíčník pantoflíček. Představiteli místní fauny jsou medvěd hnědý, rosomák sibiřský, rys ostrovid, los evropský, lasice hranostaj, orel skalní, tetřev hlušec, sojka zlověstná, skorec vodní nebo losos obecný.
Park patří k nejoblíbenějším turistickým cílům ve Finsku: je využíván k lyžování i raftingu, vede jím stezka Karhunkierros (Medvědí cesta), návštěvníkům jsou k dispozici četná tábořiště i dřevěné útulny. Sběr hub a lesních plodů je povolen, k rybolovu je třeba zvláštní licence. Park je ve správě státní organizace Metsähallitus a nachází se v něm výzkumné středisko, které provozuje Univerzita v Oulu.